# توفل
توفل (انگلیسی: Teufel) شرکت الکترونیک آلمانی است، که در سال ۱۹۸۰ تأسیس شد.